# Obira
Obira (chiamata anche Utara o Obi) è un'isola dell'Indonesia.

## Geografia
Obira si trova nell'arcipelago delle Molucche, a sud dell'isola di Halmahera. L'isola ha una superficie di 2.542 km² il che la rende la 178ª isola più grande del mondo. L'altitudine massima dell'isola arriva a 1.600 metri s.l.m..